# Scottish Rally 1978
Scottish Rally 1978 (33. Esso-Lombard Scottish Rally) – rajd samochodowy rozgrywany w Szkocji od 3 do 7 czerwca 1978 roku. Była to siódma runda Rajdowych Mistrzostw Świata w roku 1978 (zaliczana tylko do tzw. Pucharu FIA Kierowców, nie producentów), zarazem dwudziesta czwarta runda Rajdowych Mistrzostw Europy w roku 1978 oraz czwarta runda Rajdowych mistrzostw Wielkiej Brytanii. Rajd został rozegrany na nawierzchni szutrowej. Bazą rajdu było szkockie miasto Aviemore.

## Klasyfikacja generalna[2]
| Miejsce | Nr | Kierowca         | Pilot          | Samochód                  | Czas    | Strata | Grupa | Pkt WRC | Pkt ERC |
| ------- | -- | ---------------- | -------------- | ------------------------- | ------- | ------ | ----- | ------- | ------- |
| 1       | 1  | Hannu Mikkola    | Arne Hertz     | Ford Escort RS1800        | 4:26:38 |        | 4     | 9       | 80      |
| 2       | 4  | Pentti Airikkala | Mike Nicholson | Vauxhall Chevette 2300 HS | 4:34:36 | +7:58  | 4     | 6       | 60      |
| 3       | 5  | Roger Clark      | Jim Porter     | Ford Escort RS1800        | 4:35:11 | +8:33  | 4     | 4       | 48      |
| 4       | 9  | John Taylor      | Phil Short     | Ford Escort RS1800        | 4:35:41 | +9:03  | 4     | 3       | 40      |
| 5       | 11 | Graham Elsmore   | Stuart Harrold | Ford Escort RS1800        | 4:37:36 | +10:58 | 4     | 2       | 32      |
| 6       | 15 | Drew Gallacher   | David McHarg   | Ford Escort RS            | 4:41:27 | +14:49 | 4     | 1       | 24      |
| 7       | 2  | Russell Brookes  | John Brown     | Ford Escort RS1800        | 4:42:27 | +15:49 | 4     |         | 16      |
| 8       | 12 | Charles Samson   | Alec Samson    | Ford Escort RS            | 4:45:47 | +19:09 | 4     |         | 12      |
| 9       | 18 | Brian Culcheth   | Johnstone Syer | Opel Kadett GT/E          | 4:51:47 | +25:09 | 1     |         | 8       |
| 10      | 24 | Ivor Clark       | Ken Wilson     | Chrysler Avenger          | 4:57:08 | +30:30 | 1     |         | 4       |

## Punktacja

### Klasyfikacja  FIA Cup for Rally Drivers (WRC)
| Lp | Producent           | Pkt. |
| -- | ------------------- | ---- |
| 1  | Markku Alén         | 23   |
| 2  | Jean-Pierre Nicolas | 22   |
| 3  | Hannu Mikkola       | 21   |
| 4  | Björn Waldegård     | 12   |
| 4  | Walter Röhrl        | 12   |

- Uwaga: Tabela obejmuje tylko pięć pierwszych miejsc.